# Lee Jung-Soo
Lee Jung-soo (născut 8 ianurie 1980) este un jucător de fotbal sud-coreean, care joacă pentru clubul japonez Kashima Antlers în J-League.

## Palmares

### Club
Suwon Samsung
- K-League (1): 2008
- Cupa K-League (1): 2008